# 刘涛 (1966年)
刘涛（1966年10月—），男，汉族，安徽临泉人，中华人民共和国政治人物，现任青海省人民政府副省长、党组成员。